# Gordon Hewart (1er vicomte Hewart)
Gordon Hewart (7 janvier 1870 - 5 mai 1943) est un homme politique et un juge au Royaume-Uni.

## Jeunesse et formation
Hewart est né à Bury, Lancashire, le fils aîné de Giles Hewart, un drapier, et d'Annie Elizabeth Jones. Il fait ses études à la Bury Grammar School, au Manchester Grammar School et à l'University College d'Oxford.

## Carrière politique et juridique

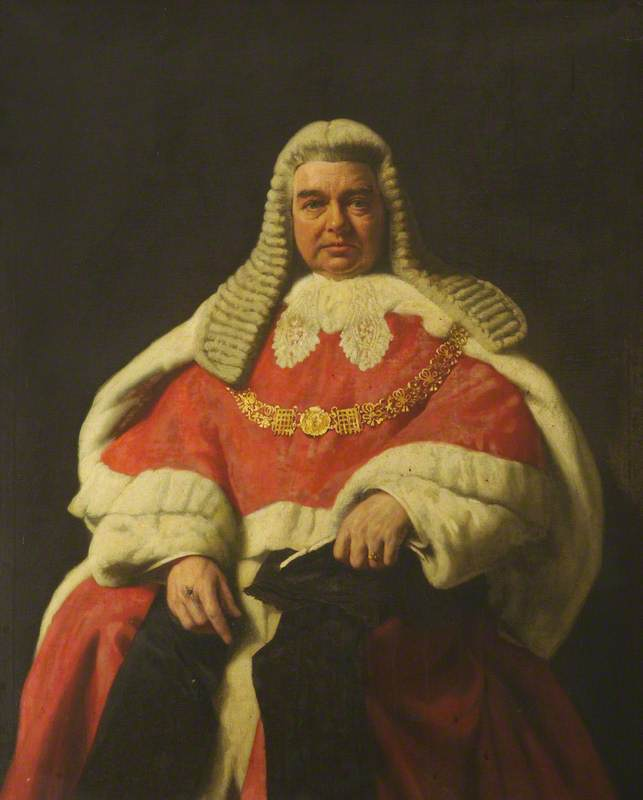
Hewart comme Lord Chief Justice, par John Saint-Hélier Lander

Hewart commence sa carrière en tant que journaliste pour le Manchester Guardian et le Morning Leader. Il est admis au barreau de l'Inner Temple en 1902, rejoignant le Northern Circuit. Il devient Conseil de la Reine en 1912.
Il est député libéral de Leicester à partir de 1913 et, après la division de la circonscription en 1918, de Leicester East. Libéral avancé, il est nommé solliciteur général en 1916, recevant le titre de chevalier coutumier et est admis au Conseil privé en 1918. Il est procureur général du 10 janvier 1919 au 6 mars 1922. Il obtient un siège au Cabinet en 1921. Pendant son mandat, il refuse les offres de devenir Secrétaire en chef pour l'Irlande ou ministre de l'intérieur, à l'époque, le procureur général a un droit de priorité pour le poste de Lord Chief Justice, ce qui est l'ambition de Hewart.

### Lord Chief Justice
À la démission de Rufus Isaacs comme lord juge en chef d'Angleterre en 1921, Hewart demande à lui succéder. Cependant, David Lloyd George est réticent à le perdre et, par compromis, Sir AT Lawrence (Lord Trevethin d'août 1921), âgé de 77 ans, est nommé à la place comme intermédiaire ; il devait fournir une lettre de démission non datée à Lloyd George, un arrangement qui en scandalise beaucoup : Lord Birkenhead le trouve « illégal », tandis que les juges boycottent la cérémonie d'adieu de Lord Reading.
Le 3 mars 1922, Trevethin "démissionne" (un événement qu'il apprend du Times), et Hewart est dûment nommé lord juge en chef d'Angleterre-et-Galles le 8 mars 1922, et élevé à la pairie comme baron Hewart, de Bury, dans le Lancashire le 24 mars 1922.
En mai 1922, Hewart participe étroitement à la rédaction de la Constitution de l'État libre d'Irlande. Il travaille en étroite collaboration avec son homologue irlandais, Hugh Kennedy en mai 1922 pour finaliser le texte à temps pour les Élections générales irlandaises de 1922 le mois suivant.
En 1929, Hewart publie The New Despotism, dans lequel il affirme que la primauté du droit en Grande-Bretagne est sapée par l'exécutif aux dépens de la législature et des tribunaux. Ce livre est très controversé et conduit à la nomination d'un Comité des pouvoirs des ministres - présidé par Richard Hely-Hutchison (6e comte de Donoughmore) - mais son rapport rejette les arguments de Hewart.
Il est décrit comme « l'un des croyants les plus vigoureux et les plus bruyants de l'impeccabilité du système de jury anglais de ce siècle ou de tout autre ». Cependant, en 1931, Hewart entre dans l'histoire du droit, quand (siégeant avec le juge Branson et le juge Hawke) il annule la condamnation pour meurtre de William Herbert Wallace (en), au motif que la condamnation n'est pas étayée par le poids de la preuve. En d'autres termes, le jury s'est trompé.
Lord Hewart est à l'origine (paraphrasé de l'original) de l'aphorisme « Non seulement la justice doit être faite, mais elle doit aussi être vue comme étant faite ».
En 1940, Hewart est invité par téléphone par 10 Downing Street à démissionner ; et le fait le 12 octobre 1940. À sa retraite, il est créé vicomte Hewart, de Bury dans le comté palatin de Lancaster, le 1er novembre 1940.
Il est décédé le 5 mai 1943 à Totteridge, Barnet, Hertfordshire à l'âge de 73 ans.

## Famille
Lord Hewart s'est marié deux fois ; d'abord en 1892 à Sarah Wood Riley, fille de JH Riley et en 1934, à Jean Stewart, la fille de JR Stewart. Avec sa première femme, il a une fille Katharine et un fils et héritier, Hugh. Lorsqu'il meurt à Totteridge, le 5 mai 1943, ses titres passent à son fils, Hugh Hewart, 2e vicomte Hewart.